# Kertajaya (Ciranjang)
Kertajaya is een bestuurslaag in het regentschap Cianjur van de provincie West-Java, Indonesië. Kertajaya telt 7581 inwoners (volkstelling 2010).